# Telebasis flammeola
Telebasis flammeola – gatunek ważki z rodziny łątkowatych (Coenagrionidae). Występuje endemicznie w Ekwadorze.